# فودو
الفودو أو الوَدُّونِية (بالفرنسية: Vaudou)‏ هو مذهب ديني توفيقي "Syncretism" متأصل في غرب أفريقيا ويمارس في أجزاء من منطقة الكاريبي خاصة في هايتي وأجزاء من جنوب الولايات المتحدة.
وفقا لمعتقد سائد فإن أتباع الفودو يمكن أن يغرسوا دبابيس في دمى تمثل أعداءهم و يحرقوهم على أمل أن تصيبهم اللعنة، ويقال أنهم يستطيعوا تحويل الناس إلى زومبي.[بحاجة لمصدر]
و ""الفودو"" نوع من أنواع السحر الأسود الذي يقوم أهله باستخدام الأشباح والجن لخدمتهم.

## تاريخه وانتشاره
يعتبر الفودو من أشهر الديانات المتعلقة بالسحر الأسود ويعتقد المُؤرخون أن مذهب الفودو وجد في أفريقيا منذ بداية التاريخ الإنساني ويقول بعض المُؤرخون أنه يعود إلى أكثر من عشرة آلاف سنة ولكن هناك نظريات أخرى خرجت ومنها أنه من أسباب خروج هذه الديانة هو الاحتلال الأوربي لأفريقيا وبدء تجارة العبيد ففي الوقت الذي كان فيه الأوروبيون بتمزيق المعتقدات الدينية للأفارقة لتحويلهم من جماعات إلى أفراد يسهل السيطرة عليهم كان خوف الأفارقة كبيرا حيث أنهم أجتمعوا مرارا ليعدلوا من ويطوروا شعائرهم الدينية ومزج هذه الشعائر بالرغم من اختلاف الطوائف حتى خرجت هذه الديانة في مجملها النهائي.
وكلمة فودو بحد ذاتها مشتقة من كلمة فودون والتي تعني الروح وانتشرت هذه الديانة التي نشأت في الكاريبي سريعا حتى أنه شمل كافة دول أفريقيا مما ساهم في نجاح هذا المذهب الجديد ومع انتشار تجارة العبيد انتشر هذا المذهب حتى وصل الأمريكيتين واستقر في هاييتي وهناك اكتسب شهرة بأنه سحر أسود قادر على الإيذاء ومع استقرار الفودو في هاييتي والكاريبي بدء يختفي من أفريقيا ذاتها.

## عقيدة الفودو
الإله في معتقداتهم يتمثل في أرواح الأجداد والأباء الذين ماتوا وهذه الأرواح قادرة على مساعدتهم أو حتى معاقبتهم حسب ما يتصرفون. وبالتالي فإن في معتقداتهم دائرة مقدسة تربط بين الأحياء وكل طقوسهم التي يمارسونها ترتبط في الأساس على إرضاء أرواح الموتى لنيل رضاهم وكثيرا ما تتمثل صورة الإله في ديانة الفودو في هيأة أفعوان ضخم حتى أن البعض ترجموا كلمة الأفعى على أنها (الأفعى الضخمة التي تجمع كل من لديهم إيمان) وككل الديانات الأخرى سنجد أن هناك الكهنة ذوي المرتبة الأعلى والذين يطلق عليهم ألقاب الأب والأم وهؤلاء الكهنة هم في الواقع خدمة الإله أو الأفعوان الكبير يعاقبون باسمه ويكافئون باسمه وبينما يطلق على الإله الأكبر اسم (بون ديو) نجد أن لديهم آلاف الأرواح التي تجوب الأرض من حولهم ويطلق عليها ( لوا ) وهذه ال(لوا) قد تتمثل في أشكال عدة ومنهال(دامبلاه) و ال(أجواه)و(أوجو)و(لجبا) وغيرها الكثير.

## الفودو في الدين الإسلامي
الفودو في المفهوم الإسلامي هو سحر واستعانة بالشياطين بغرض إلحاق الضرر بالآخرين وهو شرك أكبر مخرج عن الديانة الإسلامية، وفي الديانة الإسلامية الفودو تعتبر من الديانات والموروثات الوثنية الشركية، وهذه الموروثات والخرافات الوثنية في المنظور الإسلامي شرك وكفر أكبر أصحابه مشركون بالله ويستعينون ويستغيثون بالشياطين لتحقيق مآربهم وكل ذلك محرم ومحظور بحسب أحكام الإسلام، ويعاقب الساحر سواء كان من مستخدمي الفودو أو أي نوع من أنواع السحر بالقتل، ويتم تطبيق هذا النوع من العقوبة في دول مثل المملكة العربية السعودية، السودان , الصومال، إيران , أفغانستان سابقا.